# قزل قبر
قزل‌ قبر هي قرية في مقاطعة شاهين دج، إيران. يقدر عدد سكانها بـ 52 نسمة بحسب إحصاء 2016.